# シャイ・ドレーガー症候群
シャイ・ドレーガー症候群（シャイ・ドレーガーしょうこうぐん、Shy-Drager syndrome:SDS）は、自律神経症状を主要症状とする脊髄小脳変性症の中の病型のひとつである。
多系統萎縮症(MSA)のひとつで、他にオリーブ橋小脳萎縮症(OPCA)や線条体黒質変性症(SND)がある。1986年1月1日以降、特定疾患に認定されている。（現在はオリーブ橋小脳萎縮症、線条体黒質変性症とともに多系統萎縮症として、特定疾患に27番目の疾患として認れている。）

## 概要
人口10万人対0.31人、厚生省特定疾患運動失調症調査研究班の全国調査では、146名がこの疾患と認められている。脊髄小脳変性症に占める割合は、6.8%とされている。男性が女性の3倍〜5倍発症しやすいといわれている。全例が孤発性であり、遺伝する例の報告は現段階ではない。

## 症状
自律神経症状がゆるやかに、かつ潜行性にはじまり、次第に多彩かつ顕著になるのが特徴である。さらに小脳症状、錐体外路症状も加わり、きわめてゆっくりと進行していく。すべての患者にすべての進行症状がそろうわけではない。
自律神経系の症状
- 起立性低血圧：立ちくらみ、めまいが初期症状。進行すると失神をきたすようになり、ときに失神に伴う痙攣発作が現れることがある。食後低血圧を起こすことも多い。
- 分泌異常：汗、涙、唾液の分泌の減少。
- 排尿障害：頻尿、夜間尿、排尿困難に始まり、尿失禁や膀胱内に尿が貯まっているにもかかわらず尿が出ない症状（＝尿閉）が見られるようになる。
- インポテンス：勃起不全
- 便秘

これらは初期症状で見られることが多い。
小脳機能に関する病状
- 歩行障害：歩行時にふらつく。
- 書字障害：字を書くことが以前より困難になる。書いた文字が乱れる。
- 言語障害：言葉が不明瞭になる。

これらは発病後かなりたってから現れる症状である。
錐体外路症状
- 筋固縮：他人が関節を動かすと固く感じられる。
- 動作緩慢：着脱衣、寝返り、食事動作といった動作が全般的に遅くなる。
- 振戦：自分の意思とは関係なく、勝手に手が震える。

これらはパーキンソン病と同じ症状であり、原因は線条体・黒質系の病変であると考えられる。
※その他、物忘れやいびき、嚥下障害、睡眠時の無呼吸、視力の低下が見られることがごくまれにある。

## 治療
この病気は他の脊髄小脳変性疾患と同じく、根本的な治療法が確立されていないのが現状である。よって、現れる症状にあわせた対症療法を行って症状を軽減するのが現段階でできる、最大の治療である。とくに、起立性低血圧には細心の注意を払わなければならない。

### 起立性低血圧の対策
1. 薬物療法
  - ジヒドロエルゴタミン：血管の拡張をおさえる薬。血管の緊張を保ち、血圧の低下を防ぐ。立ちくらみ、めまい、頭重感に有効。
  - ドロキシドパ（ドプス）：細動脈収縮により血圧を保つ。また、不足しているノルアドレナリンを補充する効能もあり、併発しやすいパーキンソニズムにも効果がある。
  - ミドドリン（英語版）：血管にある交感神経を刺激し、血管を収縮させて血圧を上げます。おだやかに長く効く。おもに、骨格筋や内臓の血管に作用。
  - アメジニウム（英語版）：交感神経を亢進させる神経伝達物質・ノルアドレナリンを増やす作用があり、この作用によって血圧を上昇させる効果がある。
※これらは薬物の飲み合わせ等の問題もあるため、医師の管理下のもとで服用すること。
2. 食事療法
  - 水分や塩分を多めに摂取する。
3. 生活上の注意
  - 四肢の運動（特に起き上がる前に臥位のまま両下肢の運動）を行ない、ウオームアップを行ってから起きあがること。
  - 食事を少量にすること。また、食後はしばらくの間、横になること。
  - 下肢に弾力包帯、弾力ストッキングを使用すること。
  - 入浴時、浴槽から上がる時は特には注意すること。下半身に冷水をかけることで、のぼせからくる起立性低血圧を改善できる。
  - 排尿は座った姿勢で（＝洋式便所を利用して）行うのを習慣づけること。
  - 車椅子はリクライニング式にし、エレベーティング式レッグレストを備えておくこと。ヘッドレスト、後方転倒防止装置も必ず付けること。
  - 極度の暑さを避けること。
  - 飲酒を控えること。

### 排尿障害の対策
1. 薬物療法（α交感神経遮断薬の使用）
  - 膀胱の収縮を強める：ウブレチッド、ベサコリン
  - 膀胱の収縮を弱める薬物：ポラキス、バップフォー、プロバンサイン
  - 膀胱括約筋の働きを弱める薬物：ミニプレス、ハルナール
※これらは排尿障害の特徴にあわせて、医師の管理下のもとで服用すること。
2. 間歇的自己導尿法
  - 患者自身や家族により尿道カテーテルを用いて、1日に数回排尿する方法。
3. 持続的導尿法
  - フォーレ尿道カテーテルを膀胱内に留置し、膀胱から尿を持続的に排出する方法。毎日ないし2〜3日毎に膀胱洗浄を行う必要がある。また、フォーレ尿道カテーテルを挿入する代わりに膀胱瘻を作ることも勧められる。カテーテルの留置は医療従事者への依頼が必要。

### 錐体外路症状および小脳機能症状の対策
1. 錐体外路症状の薬物療法（抗パーキンソン薬の投与）
  - L-ドーパ：不足しているドーパミンを補充する。血管内にL-ドーパを分解する酵素があるため、ベンゼラジドやカルビドパといったL-ドーパ分解阻害剤を併用するケースが多い。
  - 抗コリン剤：活動が高まっているアセチルコリンを活用する神経細胞を抑えるために使用。パーキンソン症状のうち特に振戦（ふるえ）に効果あり。商品名はアーテンやパーキンなど。
  - 塩酸アマンタジン：ドーパミンを使う神経細胞からドーパミンを放出させる作用がある。商品名はシンメトレル。
  - ドーパミン受容体作動薬：ドーパミン受容体を刺激するために、ドーパミンと同じように刺激を伝達できる作用がある。メシル酸ブロモクリプチン、カベルゴリン、メシル酸ペルゴリド（以上が麦角系）、塩酸タリペキソール、プラミペキソール（非麦角系）の5種類が用いられる。症状が軽いうちはこれらの薬を単独で服用し、症状の改善が見られない場合はL-ドーパを併用する。
  - 塩酸セレギリン：MAO-B阻害薬。モノアミン酸化酵素B型(MAO-B)を選択的に阻害して、ドーパミンの分解を抑制してドーパミン量の減少を抑える効果がある。商品名はエフピー錠。
  - L-ドプス：→ドプス参照
※これらの薬は副作用や飲み合わせに十分注意する必要がある。また、パーキンソン病の患者と同等の効用を見せることはない。
2. 小脳機能症状の薬物療法
  - TRH（甲状腺ホルモン分泌促進ホルモン）：歩行障害や会話障害といった運動失調に効果がある。

## 原因と予後
この病気は、自律神経を主とする神経細胞の変性によって起きる病気である。最近の研究でグリア細胞内の異常な封入体が原因であることが判明している。
この病気の予後は決してよいとはいえない。他の脊髄小脳変性症と同じく、緩慢ながらも徐々に進行していく。起立性低血圧のために起き上がれなくなることが多くなり、小脳症状や失神による転倒、薬物の副作用といった合併症により、発病から7〜10年で患者は死亡する。